# 谷井孝行
谷井 孝行（たにい たかゆき、1983年2月14日 - ）は、日本の元陸上競技選手、陸上競技指導者。専門は競歩。日本大学卒業。佐川急便を経て自衛隊体育学校に所属。引退後は同校でコーチを務める。身長167cm・体重57kg。

## 経歴・人物
富山県滑川市出身であるが、幼稚園から小学校6年間は東京都三鷹市で過ごして中学校に進学する際に滑川へ戻っている。幼稚園時代の孝行少年は普段の生活でも転んでばかりであったことから、心配した母親が病院で何度も検査を受けさせたという。
三鷹での小学校時代と、滑川市立滑川中学校時代は野球に熱中、高岡向陵高等学校に入学してから陸上競技を始める。競歩選手になったのは入部1ヶ月で足を疲労骨折してしまったことがきっかけであったという。ジュニア時代から同世代をリードする存在として注目を集め、1999年の世界ユースでは銅メダルを獲得する快挙を成し遂げた。
日本大学へ進学後も活躍を続け、2004年アテネオリンピックに日本代表としてオリンピック初出場を果たす。なおアテネ五輪の20km競歩は日本人トップの15位に入り、50km競歩は失格。佐川急便入社後、2008年北京オリンピックにも2大会連続で五輪日本代表に選出。しかし北京五輪の20km競歩は失格、50km競歩は29位に終わった。その北京オリンピックの後、小学校の同級生であった女性と結婚している。
世界陸上競技選手権大会には、2005年ヘルシンキ大会（20km競歩）、2007年大阪大会（20km競歩）、2009年ベルリン大会（50km競歩）、2011年大邱大会（50km競歩）、2013年モスクワ大会（50km競歩）、北京大会（50km競歩）と、日本代表として6大会連続出場。なお世界陸上選手権の最高順位は、2015年の北京大会で50km競歩の3位。
2014年4月16日、自衛隊体育学校に入校した。
2015年8月29日、北京の世界陸上において、男子50キロ競歩で銅メダルを獲得。世界陸上、オリンピックを通じて、日本勢の競歩でのメダルは初となる。この実績が評価されて日本陸連アスレティック・アワード2015に於いてアスリート・オブ・ザ・イヤー（最優秀選手）に選出された。
2018年10月28日に現役引退を表明、自衛隊のコーチに就任。
2019年2月17日、現役最後の試合として神戸市で開催された日本陸上競技選手権大会・競歩男子20キロに出場、12位（1時間22分51秒）でゴール。競技終了後に谷井の引退セレモニーが挙行された。

## 主な成績
- 2004年 日本陸上競技選手権：20kmW 優勝（1時間20分39秒）※自己ベスト記録
- 2004年 アテネオリンピック：20kmW 15位（1時間23分38秒）
- 2004年 アテネオリンピック：50kmW 失格
- 2005年 日本陸上競技選手権：20kmW 優勝（1時間21分06秒）
- 2005年 世界陸上ヘルシンキ大会：20kmW 23位（1時間24分17秒）
- 2007年 世界陸上大阪大会：20kmW 21位（1時間26分53秒）
- 2008年 北京オリンピック：20kmW 失格
- 2008年 北京オリンピック：50kmW 29位（4時間01分37秒）
- 2009年 世界陸上ベルリン大会：50kmW 失格
- 2011年 世界陸上大邱大会：50kmW 9位（3時間48分03秒）
- 2012年 日本陸上競技選手権：50kmW 2位（3時間43分56秒）
- 2012年 ロンドンオリンピック：50kmW 途中棄権
- 2013年 世界陸上モスクワ大会：50kmW 9位（3時間44分26秒）
- 2014年 仁川アジア大会：50kmW 優勝（3時間40分19秒）※自己ベスト記録
- 2015年 世界陸上北京大会：50kmW 3位（銅メダル）（3時間42分55秒）[5]
- 2016年 リオデジャネイロオリンピック：50kmW 14位（3時間51秒00）